# Praefectus gentis
Il Praefectus Gentis (lat. Prefetto di tribù) era, durante l'Impero romano, un funzionario militare preposto alla sorveglianza delle popolazioni ancora non del tutto romanizzate.
Attestato prevalentemente in Nordafrica, era presente con analoghe funzioni anche in altre province, sebbene con l'appellativo di praefectus civitatis o civitatium.

## Organizzazione e competenze
La prefettura tribale, nelle varie forme in cui compare nelle fonti cioè praefectus gentis, praefectus o ex praefecto, è testimoniata prevalentemente per via epigrafica e copre un ampio periodo che va fino al V secolo d.C., perpetuandosi ancora in età vandala e oltre. L'area in cui essa è attestata comprende l'Africa Proconsolare, la Numidia e la Caesariensis, a partire dal II ma soprattutto nel corso del III secolo d.C.; in Tingitana non abbiamo, invece, testimonianze di questa figura.
Le iscrizioni, studiate da René Cagnat, Marcel Benabou e da Philippe Leveau, sono state oggetto, limitatamente all'ambito mauritano, di nuove indagini da parte di Denis Lengrand e di Cesare Letta. Quest'ultimo in specie le mette a confronto con le attestazioni dell'intero orbe romano; per quanto riguarda l'Africa propriamente detta, inoltre, alcune nuove iscrizioni sono state rinvenute nei pressi di Ammaedara (oggi Haidra). Agli studi epigrafici summenzionati bisogna aggiungere l'indispensabile opera prosopografica di Pflaum e i più recenti lavori di Devijver e Demougin che hanno preso in esame le carriere di alcuni praefecti gentium, in qualità di esponenti della classe equestre.
Il ruolo militare di queste personalità, all'inizio certamente preminente, perse di significato con il protrarsi dei secoli, arrivando per esempio, come nel caso della tribù dei Musulami, a trasformarsi quasi in un incarico civico, come la documentazione epigrafica del II secolo d.C. rinvenuta ad Ammaedara evidenzia con chiarezza. Questi praefecti, originariamente ufficiali equestri di provenienza italica, furono in seguito reclutati in località sempre più attigue ai territori che erano chiamati ad amministrare. Pertanto, a partire dal III e soprattutto dal IV secolo d.C., i praefecti erano figure senza ombra di dubbio di origine tribale, ma investite al contempo della prefettura dall'autorità romana.
L'incarico di praefectus gentis fu soggetto, dunque, a tutta una serie di mutamenti che rispecchiano per certi versi anche i cambiamenti intercorsi nell'ambito dell'amministrazione politica e militare romana. Una carica inizialmente rivolta a ufficiali di estrazione equestre, al fine di controllare popolazioni ritenute inaffidabili e turbolente, si trasformò in uno strumento di legittimazione che Roma offriva ai capi locali di quelle etnie che non erano direttamente sottomesse all'autorità imperiale. Il termine ultimo di un simile processo è rappresentato dai vari reges o reguli attestati ad Altava e in altre località della Caesariensis nel VI secolo d.C.. Per costoro le cariche di origine romana, come quella di praefectus e procurator, non erano altro che un modo per attribuirsi importanza di fronte alla popolazione locale e atteggiarsi a eredi di un potere che di fatto non esisteva più. In questo percorso, il periodo cronologico che presenta maggiori punti oscuri è senz'altro il IV secolo d.C., non solo per la generale carenza di fonti letterarie e documentarie, ma anche per le difficoltà di interpretazione di alcune iscrizioni, legate soprattutto agli etnici che vi sono riportati.
A partire dal III secolo d.C. si moltiplicano, infatti, le attestazioni di tribù che non trovano alcun riscontro all'interno delle fonti; mentre, al contempo, scompare l'indicazione della carriera dei vari personaggi citati all'interno della documentazione epigrafica. A tutto ciò bisogna aggiungere un particolare di non secondaria importanza: se per il I-II secolo d.C. i praefecti gentium nordafricani trovano nelle altre province dell'impero una figura complementare nel praefectus civitatis/civitatium, quest'ultimo scompare a partire dal II-III secolo d.C.